# Ferdinand Cavrot
Ferdinand Joseph Cavrot (Erbisoeul, 6 mei 1846 - La Hestre, 24 september 1918) was een Belgisch volksvertegenwoordiger.

## Levensloop
Cavrot, getrouwd met Léonie Dupont, ging vanaf zijn twaalfde aan de slag als mijnwerker in de koolmijn van Haut-Flénu. Later werkte hij in de mijn Sainte-Henriette in Flénu, waar hij in 1886 ontsnapte aan een mijnramp die aan 13 mijnwerkers het leven kostte. Vervolgens vestigde hij zich in La Hestre, waar hij aan de slag ging in de mijn van Mariemont. In mei 1887 wist Cavrot als gedelegeerde van de mijnwerkers een staking in de mijn van Mariemont te ontmijnen door in dialoog te gaan met de directie van de koolmijn. Dit resulteerde in 1890 tot de stichting van een arbitrageraad in de koolmijn van Mariemont, waarin Cavrot zitting nam.
Geïnspireerd door het socialisme werd Cavrot in de jaren 1870 actief in de Internationale Arbeidersassociatie. Hij was betrokken bij de uitbouw van de socialistische beweging in La Hestre, waar hij in 1886 een socialistische mutualiteit oprichtte die aan de basis lag van de in 1891 gestichte federatie van socialistische mutualiteiten in de Centrestreek. In mei 1887 was hij samen met andere socialisten als César De Paepe aanwezig op het stichtingscongres van de Progressistische Partij van de linkse liberaal Paul Janson. Twee jaar later, in de lente van 1889, was hij medestichter van de Arbeidersfederatie van de Centrestreek, waarvan hij een jaar lang de schatbewaarder was.
Eind jaren 1880 legde Cavrot zich tevens toe op syndicale activiteiten. In 1888 was hij betrokken bij de stichting van verschillende lokale mijnwerkersvakbonden, die zich in 1890 groepeerden binnen de Union fédérale des mineurs du Centre (federale unie van mijnwerkers in de Centre), waarvan hij de schatbewaarder was. Cavrot was een van de sleutelfiguren van deze Union, die in 1891 en 1893 deelnam aan de algemene stakingen voor het algemeen stemrecht. Als syndicaal leider van de mijnwerkers in de Centre was hij in februari 1890 eveneens aanwezig bij het stichtingscongres van de Nationale Federatie der Belgische Mijnwerkers. Hij zetelde in het nationaal comité van deze federatie en was er de schatbewaarder van. Ook vertegenwoordigde hij als bestendig afgevaardigde de Belgische mijnwerkers op internationale mijnwerkerscongressen in Londen en zetelde hij vanaf 1892 in de Hoge Raad van Arbeid en Nijverheid, waarvan hij de ondervoorzitter was.
Van 1887 tot 1900 en van 1903 tot aan zijn dood was Cavrot gemeenteraadslid van La Hestre, waar hij van 1908 tot aan zijn overlijden in 1918 tevens schepen was. Door zijn verkiezing behoorde hij tot de eerste socialistische kandidaten die in België een electoraal mandaat verwierven. Na de invoering van het algemeen meervoudig stemrecht was Cavrot bij de verkiezingen van oktober 1894 voor de Belgische Werkliedenpartij kandidaat in het arrondissement Charleroi. Hij werd verkozen in de Kamer van volksvertegenwoordigers en vertegenwoordigde tot in mei 1900 het arrondissement Charleroi. Van mei 1900 tot mei 1902 was hij Kamerlid voor het arrondissement Brussel, waarna hij van 1902 tot 1904 opnieuw volksvertegenwoordiger was voor het arrondissement Charleroi. Bij de verkiezingen van 1904 verloor Cavrot zijn zetel, maar in 1908 werd hij opnieuw verkozen in de Kamer. Ditmaal bleef hij er zetelen tot aan zijn overlijden in september 1918. Als volksvertegenwoordiger verdedigde hij met name de belangen van mijnwerkers en diende hij in 1911 een wetsvoorstel in om de pensioenen van mijnwerkers gevoelig te verhogen. Daarnaast verzorgde hij bijdragen in het socialistische blad L'Ouvrier Mineur.